# Alberto di Jorio
Alberto di Jorio, italijanski rimskokatoliški duhovnik, škof in kardinal, * 18. julij 1884, Rim, † 5. september 1979, Rim.

## Življenjepis
18. aprila 1908 je prejel duhovniško posvečenje.
15. decembra 1958 je bil povzdignjen v kardinala in imenovan za kardinal-diakona S. Pudenziana.
14. avgusta 1961 je bil imenovan za sopredsednika Vatikana; s tega položaja se je upokojil 4. novembra 1968.
5. aprila 1962 je bil imenovan za naslovnega nadškofa Castra Nove; škofovsko posvečenje je prejel 19. aprila istega leta. Že naslednje leto je odstopil s tega položaja.